# Élisabeth de Bourbon (1614-1664)
 (juin 2016).
Si vous disposez d'ouvrages ou d'articles de référence ou si vous connaissez des sites web de qualité traitant du thème abordé ici, merci de compléter l'article en donnant les références utiles à sa vérifiabilité et en les liant à la section « Notes et références ».
Élisabeth de Bourbon-Vendôme, duchesse de Nemours, née à Paris en 1614 et morte le 19 mai 1664, est la petite-fille du roi de France Henri IV.

## Biographie
Son père est César de Bourbon, duc de Vendôme, fils légitimé du roi de France Henri IV et de sa favorite Gabrielle d'Estrées. Sa mère est Françoise de Lorraine, nièce  de la reine Louise. Elle épouse le 11 juillet 1643 Charles Amédée de Savoie-Nemours, qui meurt lors d'un combat en duel face à son beau-frère, le duc de Beaufort, en 1652.

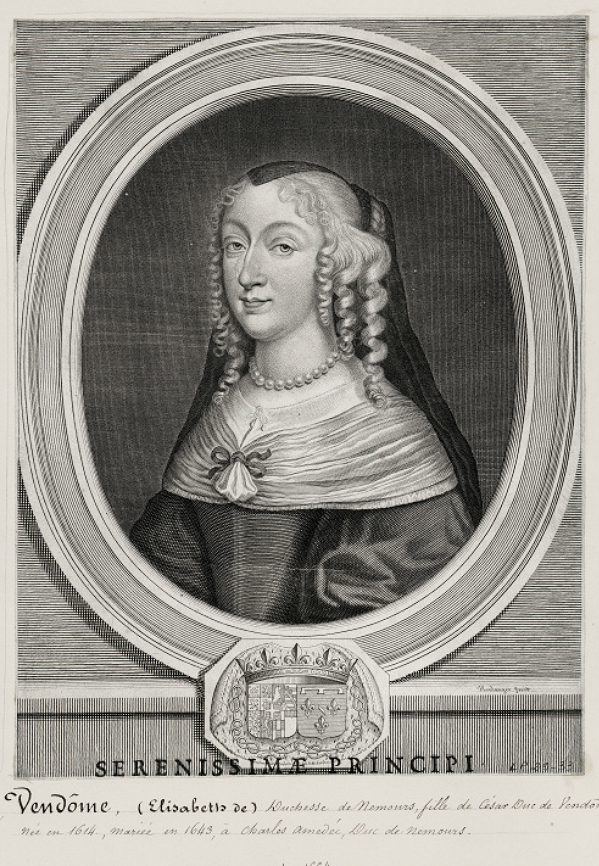
Elisabeth de Vendôme, duchesse de Nemours par Jean Boullanger

## Descendance
Élisabeth de Bourbon-Vendôme donne le jour à cinq enfants : trois fils, chacun mort peu après sa naissance, et deux filles : 
- Marie-Jeanne-Baptiste (1644-1724), d'abord fiancée à Charles V de Lorraine (1661), épouse en 1665 Charles-Emmanuel II, duc de Savoie (1634-1675)
- Marie Françoise Élisabeth (1646-1683)  épouse en 1666 le roi Alphonse VI, roi de Portugal (1643-1683), mariage annulé en 1668 après la déposition du roi, puis en 1668 son beau-frère Pierre II, roi de Portugal (1648-1706).
- Joseph  (1649-1649)
- François (1650-1650)
- Charles-Amédée (1652-1652)

Son mari est tué au cours d'un duel qui l'opposait à son frère, le duc de Beaufort. La duchesse, soutenue par sa mère, se consacre à l'éducation de ses deux filles. Toutes deux ceindront une couronne.